# گورستان لاخوشک ۲
گورستان لاخوشک ۲ مربوط به دوره هخامنشی - دوره اشکانیان است و در شهرستان کوهرنگ، بخش مرکزی، دهستان شوراب تنگزی، ۱/۵ کیلومتری شمال و شمال شرق روستای دهنوی پایین در کوه لاخوشک واقع شده و این اثر در تاریخ ۲۷ اسفند ۱۳۸۷ با شمارهٔ ثبت ۲۶۳۱۸ به‌عنوان یکی از آثار ملی ایران به ثبت رسیده است.